# Matt Helders
Matthew Helders (Sheffield, Inglaterra, 7 de mayo de 1986) es el baterista de la banda británica Arctic Monkeys. Es el corista más destacable, apareciendo en pistas como “You Probably Couldn’t See For The Lights But You Were Staring Straight At Me”, "I Bet You Look Good on the Dancefloor”, "Teddy Picker" y "D Is For Dangerous". También se puede notar su trabajo como vocalista en "Brick by Brick", canción de Suck It and See. Es visto como el “tranquilo y amable diplomático” de la banda.

## Papel como baterista
Según la lista de los 10 bateristas más destacados de la historia de la revista musical "Q", Helders es el 9.º mejor de la historia, por delante de Reni de The Stone Roses. Helders ha dicho que terminó como baterista porque “era lo único que quedaba. Cuando empezamos la banda ninguno sabía tocar nada. Lo dedujimos. Los demás ya tenían guitarras y yo me compré una batería después de un tiempo”. Sin embargo, Helders ha declarado la influencia de la música rap que la banda tiene, diciendo “Éramos mucho más fans del rap en la escuela que ahora... todavía nos influye de cierta manera, a mí, en la batería. El elemento groove, como la música funky”. Sumándole a esto, Helders cita la influencia de Queens Of The Stone Age como la mayor influencia en su crecimiento como baterista, diciendo:"la única cosa que me hizo cambiar fue ver a Queens Of The Stone Age en vivo en un festival el año pasado...tan pronto se fueron me quedé como 'Joder - necesito empezar a golpear con más fuerza'".
Helders también ha explicado la insistencia de la banda en usar su nativo acento de Sheffield, diciendo, "cuando, en un concierto, hablas entre canciones en nuestro acento inglés, es un poco extraño cuando cantas un canción como si fueras de California o algo así, es un poco extraño".
En una manera similar a otros miembros de la banda, Helders se ha mantenido fiel a sus raíces, alegando que haber viajado por todo el mundo le hace apreciar aún más a Sheffield, que también sigue proveyendo las bases de las letras de la banda. "Y todo lo que está alrededor, todavía existen bastantes cosas sobre las que escribir. El voyerismo te deja ver muchos sitios donde comprendes que no quisieras vivir en ellos...y cuando vuelves a casa es fácil caer de nuevo en tus viejas costumbres e ir a los lugares a los que siempre solías ir". Helders señala que a pesar de la fama de su banda, todavía puede andar por ahí sin ser reconocido - "Si vamos todos juntos a algún club, es difícil, pero por ti solo no llegas a ser muy reconocido".
A pesar de haber continuado viviendo con sus padres durante los inicios de la banda, Helders ha seguido los pasos de Cook y se ha mudado a su propia casa, pero no obstante se ha mantenido en el área de Sheffield, diciendo "todos vivimos aún en el mismo lugar donde crecimos. Es probablemente por la forma en la que fuimos criados. Jamás nos mudaremos a Londres".
En una entrevista con la revista Prefix en noviembre de 2005, Helders mencionó que era el único miembro en una relación, añadiendo, “la persona con la que estoy saliendo lleva conmigo desde antes que hubiéramos firmado”.
El 21 de diciembre de 2006, Helders hizo una aparición sorpresa en el club Leadmill de Sheffield cuando tocó la batería durante un concierto de Milburn, tocando la parte final de “What You Could Have Won”.
Hace un tiempo salió el video de la banda "Suck It and See" donde Matt se luce interpretando el protagonista de esta historia. En el último trabajo de Arctic Monkeys, AM. Los coros de Helders hacen mucho más presencia que en los discos anteriores. Con su buena voz fina y aguda en las mayoría de las canciones canta en octava junto a Turner. Esto crea un sonido distinto y nuevo para la banda. Una nueva era. Canciones como "Why'd You Only Call Me When You're High", "One for the Road", "Snap Out Of It", "Do I Wanna Know?", "R U Mine?", y varias más.
En el Año 2015 Helders formó parte del equipo de músicos para el álbum "Post Pop Depression" del cantante Iggy Pop lanzado el 18 de marzo de 2016 donde fue el baterista y percusionista del álbum y tocando en vivo junto con Iggy Pop en los conciertos de promoción del álbum.
En 2016 se casó con la modelo y actriz Breana McDow, en una gran ceremonia en Roma. Tuvieron una hija llamada Amelia Darling. En enero del 2019, se divorciaron por una infidelidad por parte de Matt.
Actualmente está saliendo con la cantante Amanda Blank